# Сухой Донец (село)
Сухой Донец — село в Богучарском районе Воронежской области.
Административный центр Суходонецкого сельского поселения.

## География
Расположено в 40 км к юго-востоку от Богучара, на правом берегу реки Дон.

### Улицы
| - ул. 1 Мая, - ул. 8 Марта, - ул. Аплетова, - ул. Брагонина, - ул. Кольцова, - ул. Комсомольская, | - ул. Новосёлов, - ул. Пионерская, - ул. Садовая, - ул. Советская, - ул. Центральная, - пер. Донецкий. |

## Население
| 1859 | 1897  | 2000 | 2005 | 2010 |
| ---- | ----- | ---- | ---- | ---- |
| 2220 | ↗2670 | ↘861 | ↘794 | ↘788 |

## История
Основано в 1767 г. переселенцами из Московского уезда. В 1823 году в селе построена церковь Благословения Господня.